# Juliaca aureocincta
Juliaca aureocincta är en insektsart som beskrevs av Young 1977. Juliaca aureocincta ingår i släktet Juliaca och familjen dvärgstritar. Inga underarter finns listade i Catalogue of Life.